# Bematistes formosa
Bematistes formosa är en fjärilsart som beskrevs av Butler 1874. Bematistes formosa ingår i släktet Bematistes och familjen praktfjärilar. Inga underarter finns listade i Catalogue of Life.